# 三角洲 (期刊)
三角洲期刊创刊于1979年，曾用名紫浪，为江苏省一级期刊，主要收入文艺评论，文学创作，地方文化研究。该期刊同时入选中国知识基础设施工程。